# A legszebb férfikor
A legszebb férfikor Simó Sándor 1972-ben bemutatott fekete-fehér játékfilmje. A forgatókönyvet a rendező Erdős Zoltán azonos című novellájából írta. A filmben két rövid idézet hangzik el Soós Zoltán verseiből, akinek életrajzi adatainak egyes elemei egyébként némileg emlékeztetnek a film főhősére.
A film 1971. szeptember 1-től kevesebb mint két nap története, ezen keresztül mégis hiteles korrajz és a kimondva talán érdektelennek tűnő téma ellenére a láncszerűen felfűzött apró történetek sora érdekes és fordulatos filmmé állnak össze. Ebben nyilván döntő szerepe volt a nagyszerű színészi alakításoknak, köztük a főszereplő Latinovits Zoltán játékának.
A történet a legszebbnek mondott 40-es évei legelején járó férfi napi, sokszor kicsinyesnek tűnő gondjai körül forog. Így címe idézőjelessé, kérdőjelessé válik, mint ahogyan a korabeli nézők is sejthették előre, hogy egy ennyire közhelyes cím csak gunyoros lehet valójában.

## Szereplők
- Alker Tamás – Latinovits Zoltán
- Eszter – Tímár Éva
- Valkó László – Bujtor István
- Mari, Alker volt felesége – Ronyecz Mária
- Szemzö – Novák István
- Hédi – Szemes Mari
- Korniss – Gosztonyi János
- Köves néni – Ujvári Netka
- Albert – Bozóky István
- Gellei – Baracsi Ferenc
- Alker anyja – Patkós Irma
- Vince – Andor Tamás
- Fiatal munkás – Ferenczi Gábor
- Mari kolléganője – Meszléry  Judit
- Gyárigazgató – Nagy István
- Willner – Gaál Péter
- Fotóriporter – Szatmári István
- Portás – Borsóhalmi József
- Ecseri – Both Béla
- Kártyázó – Böszörményi Géza
- Trenka – Kovács János
- Alker titkárnője – Versényi Ida

További szereplők: Negrelli Béla, Sterk László, Müller Péter, Farkas Tamás, Léka Géza, Fakan Balázs

## A történet
Alker Tamás újságíró közgazdasági egyetemi végzettségével egy budapesti nagyvállalat üzemi újságját szerkeszti, bár ír cikkeket komolyabb napilapoknak is. 
Válása óta albérletben lakik egy idős asszonynál egy apró cselédszobában, és életével, munkájával egyaránt elégedetlen.
1971 nyarának-őszének fordulóján az ő élete is egyfajta fordulóponthoz ér több vonatkozásban is. Negyvenéves lett, és épp nagyobb albérletbe költözne, hogy barátnőjével összeköltözhessenek. Az Új Írásban végre megjelent néhány – bár nem a legjobbaknak tartott – régi verse. És talán élete is értelmet nyerhetne, ha elvállalná kinevezés előtt álló barátja ajánlatát a bútorgyár egyik vezetői posztjára, ahol bevezethetné ötletét házilag könnyen összeszerelhető elemes bútorok gyártására és értékesítésére.
Váratlanul felcsillan egy lehetőség lakásproblémája kedvező bérű és valamelyest hosszabb távú – kétéves – megoldására. De a hosszabb külföldi kiküldetésre készülő tulajdonos két évre előre kéri a lakás bérét.
Alkernak nincs ennyi pénze, így valóságos hajszába kezd, hogy barátoktól, ismerősöktől, szüleitől, akár uzsorástól is egy nap alatt előteremtse a hiányzó húszezer forintot.
Szerencsére a határidő előtt kevéssel sikerül megszereznie a maradék pár ezer forintot is, ám közben kiderül, hogy barátját, Valkót csak főmérnök helyettesnek nevezik ki, így kétségessé válik ötlete megvalósítása, este pedig barátnőjével is összevesznek, mert az képtelen meghozni a döntést, hogy elváljon férjétől.

## A forgatási helyszínek
A film utcai jeleneteit eredeti helyszíneken forgatták. A történet tulajdonképpeni főszereplője, a lakás a Hollán Ernő utcai Odeon mozi épületében volt (Hollán Ernő utca 7. Ma a mozi helyén a Budapest Jazz Club található).
A felvételek közül külön érdekes a  budapesti éjjeli belváros, a Felszabadulás tér (maː Ferenciek tere) környékének, mellékutcáinak képe. A váci utcai Anna Eszpresszó, továbbá a Lánchíd pesti hídfőjének környéke nappal. Feltűnik a Népszabadságnak és több egyéb lapnak otthont adó Blaha Lujza téri székház lépcsőháza és előcsarnoka.
Alker fiának iskolája a Városmajor Utcai  Általános Iskola (maː Kós Károly Ének-zene Emeltszintű Általános Iskola.) és maga a park, a közeli Városmajor is. 
A Vörösmarty tér 5-ben volt Alker volt feleségének, Marinak az irodája, amelynek ablakából a Gerbeaud Cukrászda teraszára látni (Vörösmarty tér 7-8.).
A BÁV Műszaki Bizományi Áruháza, ahol Alker a fotóriportertől kapott fényképezőgépet próbálja eladni, a Tanács körút-Wesselényi utca sarkán volt.

## Érdekességek
- Valkó László és Willner némileg eltérő karakterként szerepelnek Simó Sándor 1969-es Szemüvegesek című filmjében szintén Bujtor István és Gál Péter alakításában. Bár az utalások szerint Willner a cselekmény idején nemrég lett a Népszabadság vezetője, ennek ellenére nem lehetett a mintája Sarlós István. A Szemüvegesekben Willner az emigrációt emlegeti, és Sarlós a Szovjetunióban sem élt. Így Willner feltehetően Simó archetípusa a jószándékú, régi, emigrációból hazatért, egykori illegális kommunista középvezetőknek.[1] Mint ahogyan Valkó is a tehetséges és ambiciózus fiatal műszaki értelmiségieknek.
- A film címe eredetileg az előteremtendő összegre utalva Húszezer lett volna.
- Az Odeon moziban éppen a Sztriptízbár a Sohoban című filmet játsszák.